# Atlas Comics
Atlas Comics — видавництво коміксів (мальописів), яке існувало у 1950-тих роках та яке перетворилось на Marvel Comics.